# Burgstall Landeck

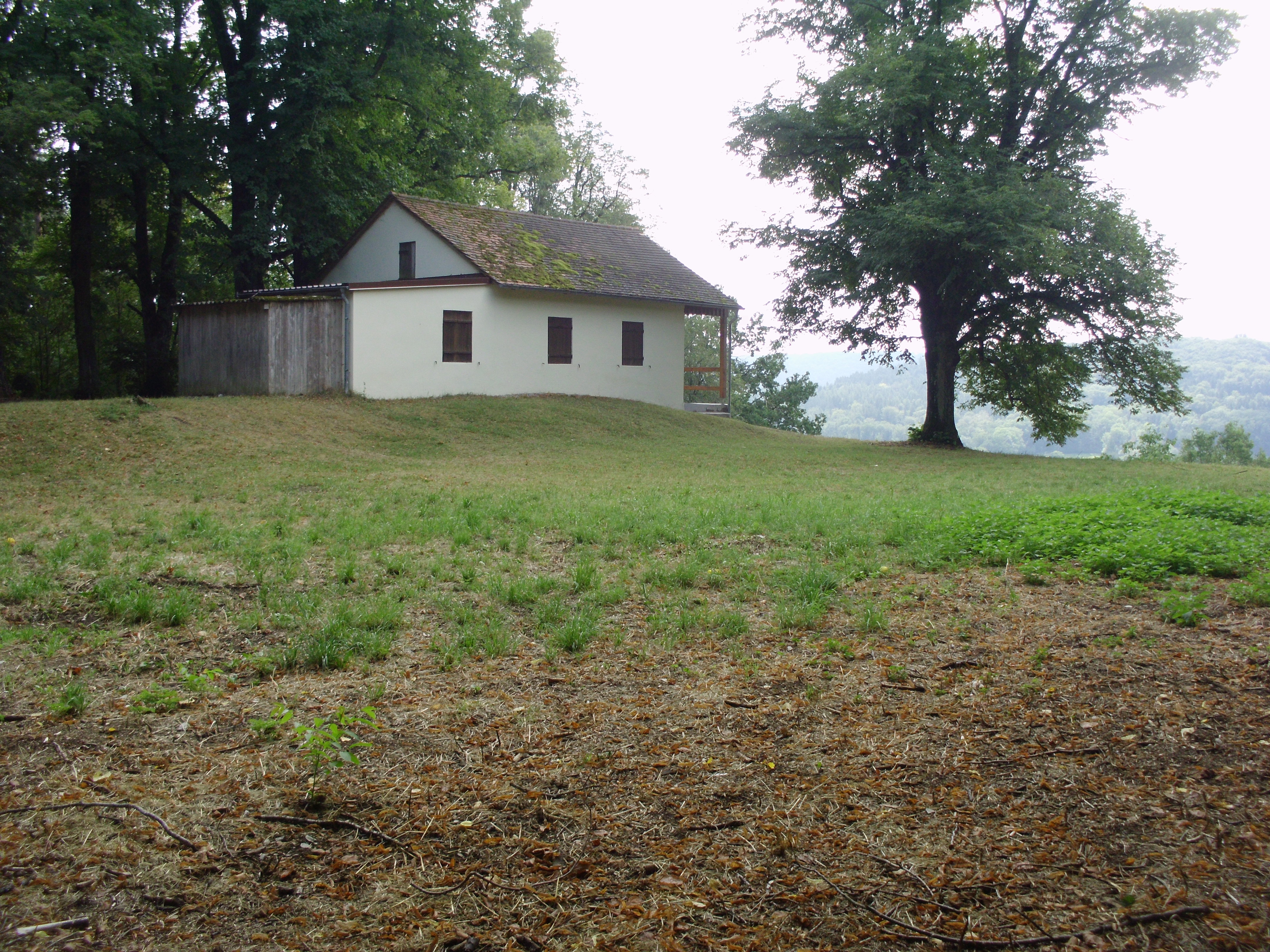
Das Burggelände mit neuzeitlicher Bebauung

Der Burgstall Landeck ist eine abgegangene Spornburg auf dem „Landeck“ nördlich des Marktes Thalmässing im mittelfränkischen Landkreis Roth in Bayern.

## Geographische Lage
Die Stelle der ehemaligen Burg liegt etwa 700 Meter nordnordöstlich der evangelisch-lutherischen Pfarrkirche Sankt Gotthard in Thalmässing in der Südlichen Frankenalb auf dem Südostende des sich von Nordwesten nach Südosten erstreckenden und 504,2 m ü. NHN hohen Landeck. Dieser in seinem Gipfelbereich bewaldete Berg wird im Westen und im Süden vom weiten Tal der Thalach begrenzt, an seiner Ostseite liegen das Tal des Schwimbaches und seine Nebentäler. Nach Norden und Nordosten fällt der Berg nur wenig steil in kleinere Nebentäler ab und steigt darauf nach einer Einsattelung wieder auf einen Nebenberg mit 479,1 m ü. NHN an. Die restlichen Bergflanken erheben sich dagegen steiler aus dem Tal und sind im Süden bis auf halbe Hanghöhe mit Wohngebäuden bebaut. Das Plateau der Burg befindet sich etwa 100 Höhenmeter über dem Tal.
In der Nähe befinden sich noch weitere ehemalige mittelalterliche Burgen: Etwa drei Kilometer nordnordwestlich liegt die Ruine der Burg Stauf und unmittelbar nordöstlich daran angrenzend der Burgstall Altenberg, vermutlich eine Vorgängeranlage der Burg. Nordwestlich befindet sich der Burgstall Schloßberg über der gleichnamigen Ortschaft. Südlich auf der sogenannten Leite befindet sich ebenfalls eine in Karten als Burgstall eingetragene Befestigung, bei der es sich aber wohl um eine vorgeschichtliche Anlage handelt, ebenso südöstlich auf dem Brandfeld, östlich von Waizenhofen, und auf der Reuther Platte. Eine weitere Burgstelle liegt etwa vier Kilometer südöstlich auf dem Auer Berg, der Burgstall Burschel.

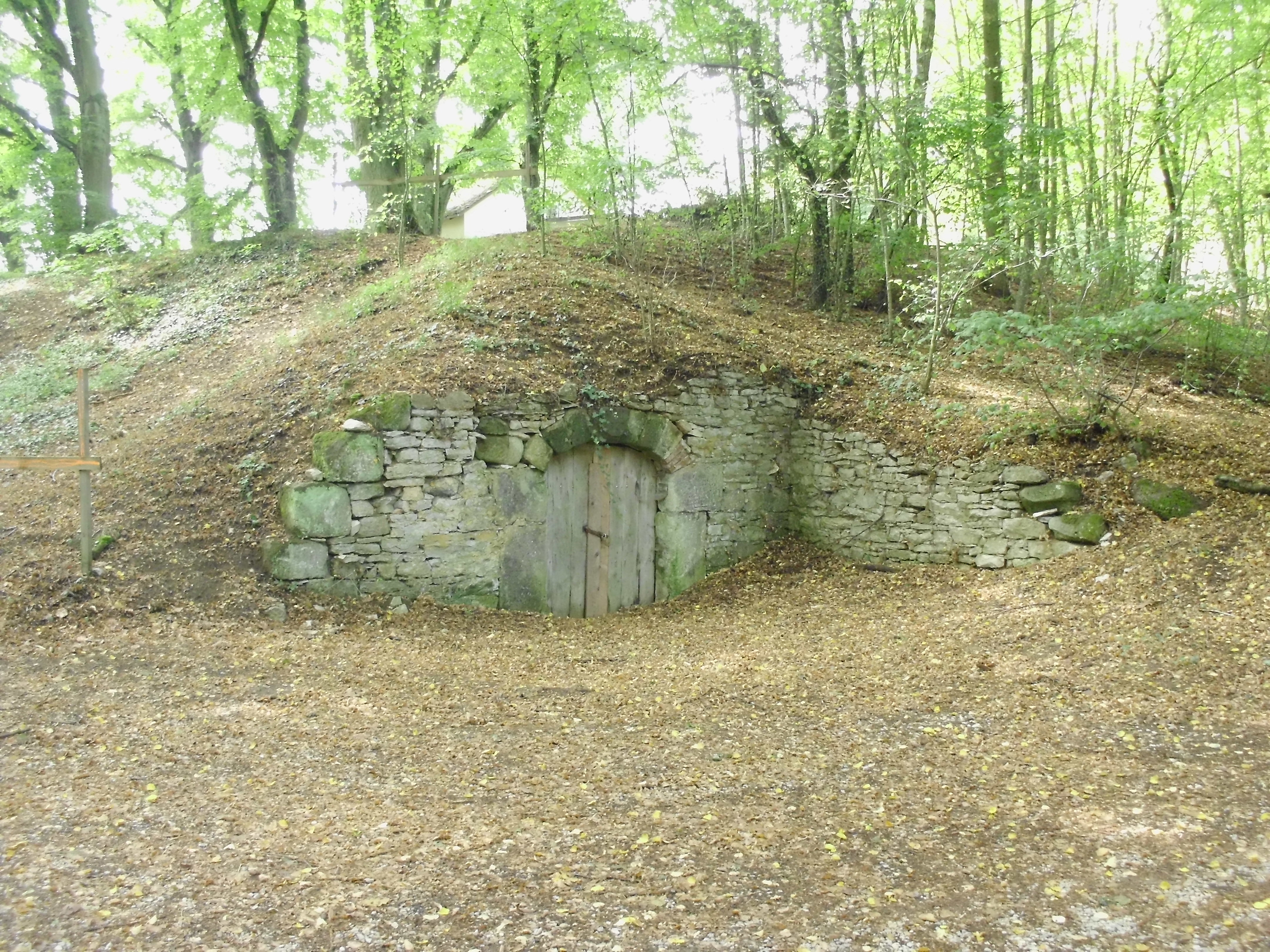
Zugang zum einstigen Bierkeller

## Geschichte
Die Burg wurde in staufischer Zeit um 1150 bis 1200 aus Holz erbaut und 1309 durch den späteren Kaiser Heinrich VII. erstmals zerstört. Im 13. und 14. Jahrhundert wurde die wieder aufgebaute Burg von den Herren von Thalmässing genutzt. 1372 wurden Burg und Gericht Landeck von Kaiser Karl IV. an den Burggrafen Friedrich IV. von Nürnberg verpfändet. Zusammen mit der Burg Stauf gingen sie 1385 an das Markgrafentum Ansbach über. 1416 bis 1437 war die Anlage an Otto und Eberhart von Au verpfändet. An der Grenze zwischen dem hohenzollerischen und wittelsbachischen Herrschaftsgebiet gelegen, wurde die Burg im Zuge des Bayerischen Krieges zwischen Markgraf Albrecht Achilles und dem Bayernherzog Ludwig den Reichen 1460 durch letzteren endgültig zerstört. 1464 wurde das Gericht Landeck mit dem ansbachischen Amt Stauf vereinigt.
1668 verwendete man das Steinmaterial der Burg zum Wegbau bei Stetten, und was an Mauerwerk stehen geblieben war, wurde 1828 abgebrochen. Auch die Bierkeller auf dem Landeck sind aus dem Abbruchmaterial entstanden; im Schlussstein des Keller-Torbogen ist die Jahreszahl 1822 (?) zu erkennen. Ab dem 18. Jahrhundert befanden sich Schießstände des Feuerschützenvereins Thalmässing auf dem Landeck. Noch im 20. Jahrhundert stand auf dem ehemaligen Burggelände ein Gasthaus als beliebtes Ausflugslokal. Neuzeitlich wurde auf dem Landeck eine kleine Berghütte errichtet, die zeitweise bewirtschaftet ist.
An die Burg Landeck erinnert auch der symbolische Zinnenturm im Wappen des Marktes Thalmässing.
Es gibt eine Sage um eine weiße Frau von Landeck, die dort in kalten Winternächten, begleitet von Wölfen, umherstreichen soll.

## Beschreibung
Von der ehemaligen Burganlage haben sich nur noch das künstlich angelegte, heute teilweise abgeflachte Burgplateau und der einstige Burggraben erhalten. Über das Aussehen der Burg kann nur wenig gesagt werden, da es nur eine Zeichnung der Ruine auf einer Karte des Amtes Stauf von 1537 gibt. Die Adelsburg bestand demnach aus zwei unterschiedlich großen viereckigen Türmen aus Holz, dem Wohnturm und dem Bergfried, auf einem durch Holzpalisaden geschützten Gelände, das zusätzlich durch Abhänge und einem sieben Meter tiefen Zwinger geschützt war. Auf der gegenüber liegenden Seite des Zwingers, der heute noch als Hohlweg erkennbar ist, lag auf einem zweiten Hügel die Vorburg mit den Wirtschaftsgebäuden. Diese war auch durch einen Palisadenzaun geschützt.